# Dahlem (Baixa Saxônia)
Nota: Para outros significados de Dahlem, ver (Dahlem, desambiguação)
Dahlem é um município da Alemanha localizado no distrito de Lüneburg, estado da Baixa Saxônia.
Pertence ao Samtgemeinde de Dahlenburg.